# Karabin Lorenz M1854
Lorenz M1854 – austriacki odprzodowy karabin jednostrzałowy.

## Historia
W 1854 roku na uzbrojenie przyjęto broń, której konstruktorem był Josef Lorenz (1814–1879).
Karabin piechoty Lorenz M1854, znany również jako Infanterie Gewehr M1854, był ładowanym odprzodowo karabinem, używanym przez wojska austriackie od 1854 do 1866 r., kiedy został zastąpiony przez nowe karabiny typu Wänzl M1866 i Werndl M1867 na amunicję scaloną. Karabin Wänzl M1866 powstał poprzez przeróbkę karabinów Lorenz M1854 różnych wersji. Z ogólnej liczby ok. 1 000 000 sztuk wyprodukowanych Lorenzów ok. 600 000 poddano tej przeróbce.
Karabin kapiszonowy Lorenz M1854 był solidnie wykonany i uchodził za jeden z celniejszych spośród wszystkich ówcześnie używanych europejskich wzorów. Duże ilości tej broni wyeksportowano do Ameryki w dobie wojny secesyjnej, Unia zakupiła ok. 225 000 sztuk, a Konfederacja ok. 100 000 sztuk. Powszechnie używali jej także powstańcy styczniowi. Kilkanaście tysięcy zdobytych przez Prusy Lorenzów w wojnie austriacko-pruskiej 1866 roku przekonstruowano do standardu karabinu iglicowego systemu Karla Augusta Luck z Suhl.

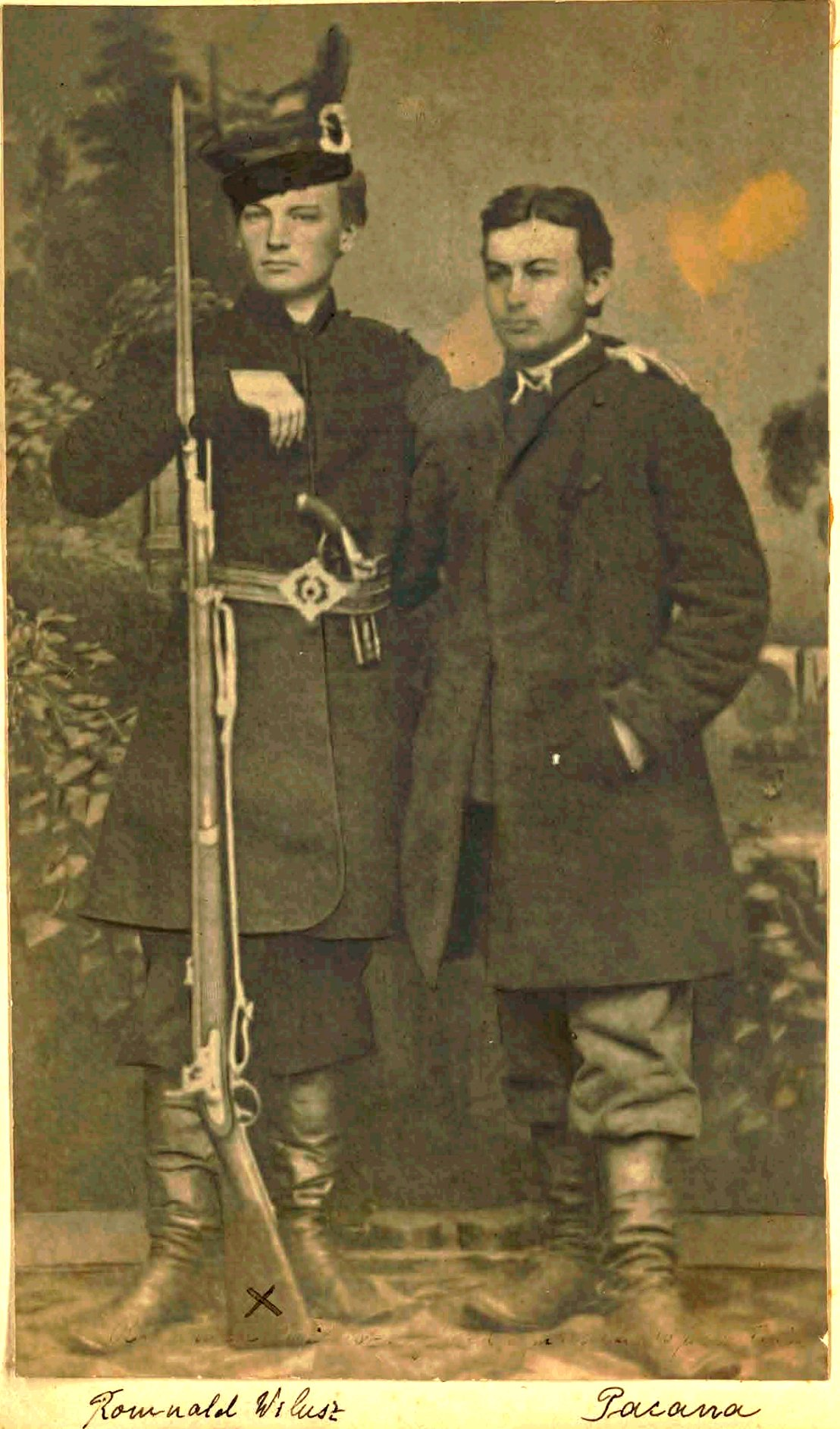
Romuald Wilusz – powstaniec styczniowy 1863 z karabinem Lorenz M1854

## Budowa
Karabin Lorenz był wyposażony w lufę gwintowaną o czterech bruzdach prawoskrętnych o skoku gwintu 1:80 cala wiedeńskiego (2112 mm). Sztucery jegrów miały lufy o skoku gwintu 1:60 cala wiedeńskiego (1584 mm). Lufy broni nie były oksydowane.
Osady wykonane były z drewna orzechowego lub bukowego, kolba miała przykład policzkowy. Okucia osady były żelazne – tłoczone .
Zamek kapiszonowy, mocowany kontrblachą do osady, z tzw. „dużą płytą zamka” będącą modyfikacją zamka systemu Augustina M1842
Od 1861 roku rozpoczęto montaż w karabinach i karabinkach pobojczyków pod lufą, do tej pory żołnierze nosili je przy bagnecie, na pasie.
W 1862 roku wprowadzono do uzbrojenia modele karabinów z zamkiem kapiszonowym od pistoletu M1858 z tzw. „małą płytą zamka”.
Karabin M1854 i M1862 wyposażony był w tulejowy bagnet kolny o głowni czwórgrannej. Sztucer jegrów M1854 i M1862 wyposażony był w bagnet kolny o głowni szablastej.
Broń strzelała początkowo pociskiem kompresyjnym Wilkinson-Lorenz M 1854, naważka prochu czarnego 4,2 g, pocisk o masie 30 g, długość pocisku 23 mm, średnica pocisku 13,5 mm.
Żołnierze Unii często przerabiali lufę, tak, aby pasowała do naboju kaliber .58
Od 1863 roku zastąpił go pocisk typu Minié Podewils-Lorenz M 1863, naważka prochu czarnego 4,0 g, pocisk o masie 29,1 g, długość pocisku 23 mm, średnica pocisku 13,6 mm.

### Wersje karabinu
- Infanterie Gewehr M1854

-M1854/I – wersja ze stałym celownikiem o nastawie 300 kroków.
-M1854/II – wersja z regulowanym celownikiem o różnych nastawach do 900 kroków.
Długość broni – 1335 mm, długość broni z bagnetem – 1815 mm, długość lufy – 945 mm, masa broni – 4,25 kg, masa broni z bagnetem – 4,61 kg
- JagerStutzen M1854

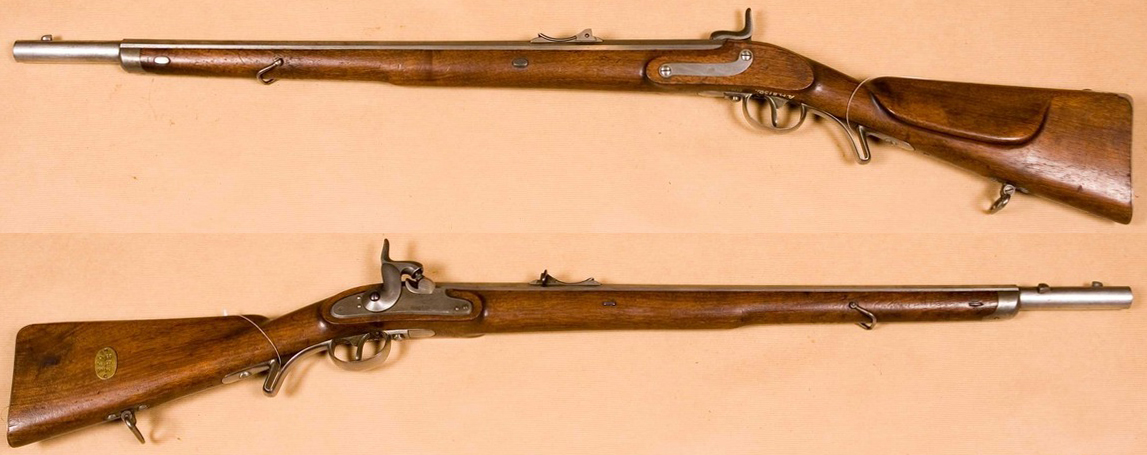
JagerStutzen M1854

-Ordinärer Stutzen – wersja z „małym” celownikiem o nastawie do 1000 kroków.
-Dornstutzen – wersja dla podoficerów i strzelców wyborowych z „dużym” celownikiem o nastawie do 1200 kroków. Lufa na dnie komory nabojowej posiadała trzpień do rozpęcznienia pocisku przy ładowaniu. Trzpienie zostały usunięte po przyjęciu nowego pocisku M 1863.
Długość broni – 1100 mm, długość broni z bagnetem – 1700 mm, długość lufy – 710 mm, masa broni – 4,00 kg, masa broni z bagnetem – 4,65 kg
- Extra-Corps Gewehr M1854

Długość broni – 1052 mm, długość broni z bagnetem – 1535 mm, długość lufy – 667 mm, masa broni – 3,45 kg, masa broni z bagnetem – 3,87 kg
- Infanterie Gewehr M1862

Długość broni – 1333 mm, długość broni z bagnetem – 1818 mm, długość lufy – 948 mm, masa broni – 4,08 kg, masa broni z bagnetem – 4,5 kg
- JagerStutzen M1862

Długość broni – 1091 mm, długość broni z bagnetem – 1691 mm, długość lufy – 686 mm, masa broni – 4,00 kg, masa broni z bagnetem – 4,65 kg
- Extra-Corps Gewehr M1862

Długość broni – 1052 mm, długość broni z bagnetem – 1535 mm, długość lufy – 667 mm, masa broni – 3,50 kg, masa broni z bagnetem – 3,92 kg